# 鮑比·坎波
鮑比·坎波（Robert Joseph "Bobby" Camposecco，1983年3月9日—）是美國的一位演員。他最著名的作品在電影絕命終結站4中飾演Nick O'Bannon角色。
巴比也曾經在CSI犯罪現場:邁阿密第八季第5集中客串演出。